# Rick Braun
Pour les articles homonymes, voir Braun.
Rick Braun est un trompettiste de smooth jazz américain né le 6 juillet 1955 à Allentown en Pennsylvanie. Il a commencé sa carrière en jouant dans des groupes comme Avenue Blue. Braun a d'ailleurs un solo de trompette dans leur reprise de Pick Up the Pieces, célèbre titre du Average White Band dans les années 1980.
Par la suite, Braun a mené une carrière solo à succès, mais il reste plus connu pour sa collaboration avec le saxophoniste Boney James, en particulier pour leur version du classique de Hugh Masekela, Grazin' In The Grass.
Parallèlement à sa carrière solo, Rick Braun est également membre du supergroupe smooth jazz BWB, aux côtés du guitariste Norman Brown et du saxophoniste Kirk Whalum, qui ont sorti 3 albums à ce jour. En 2005, il a cofondé avec le saxophoniste Richard Elliot le label ARTizen Music Group, sur lequel de grands noms du smooth jazz ont sorti des albums, parmi lesquels George Duke, Joe Sample, Chuck Loeb, Russ Freeman ou Gerald Albright.

## Discographie

### Albums en solo ou duo
| Titre                                                                                          | Année     | Label         |
| ---------------------------------------------------------------------------------------------- | --------- | ------------- |
| Intimate Secrets                                                                               | 1993      | Mesa/Bluemoon |
| Night Walk                                                                                     | 1994      | Mesa/Bluemoon |
| Christmas Present: Music of Warmth & Celebration                                               | 1994      | Atlantic/Wea  |
| Beat Street                                                                                    | 1995      | Mesa/Bluemoon |
| Body and Soul                                                                                  | 1997      | Mesa/Bluemoon |
| Full Stride                                                                                    | 1998      | Mesa/Bluemoon |
| Shake It Up (avec Boney James)                                                                 | 2000      | Warner Bros.  |
| Kisses in the Rain                                                                             | 2001      | Warner Bros.  |
| Esperanto                                                                                      | 2003      | Warner Bros.  |
| Sessions: Volume 1                                                                             | 2004→2006 | Artizen       |
| Yours Truly                                                                                    | 2005      | Artizen       |
| R n R (avec Richard Elliot)                                                                    | 2007      | Artizen       |
| Peter White Christmas with Mindi Abair and Rick Braun (Peter White / Mindi Abair / Rick Braun) | 2007      | Artizen       |

### Albums de BWB
| Titre    | Année | Label                |
| -------- | ----- | -------------------- |
| Groovin' | 2002  | Warner Bros. Records |